# Nifty Mine
Die Nifty Mine ist ein Kupferbergwerk in der Great Sandy Desert in der östlichen Pilbara in Western Australia, Australien. Der Untertagebau liegt etwa 350 Kilometer östlich von Port Hedland und 1.250 Kilometer nördlich von Perth. Betreiber ist die Aditya Birla Minerals, eine 100-prozentige Tochter der indischen Hindalco Industries.
Das Bergwerk erwarb Birla im Oktober 2003 für AUD 21 Millionen von der Western Metals. In der Nifty-Sulfidlagerstätte wird das Kupfermineral Chalkopyrit abgebaut. Das Erz aus dem Untertagebau, der sich nördlich des Tagebaus befindet, wird zu Kupferkonzentrat auf dem Gelände des Tagebaus verarbeitet und mit LKWs nach Port Hedland transportiert. Dort wird es in einem Speicher der Aditya Group zwischengelagert oder direkt auf Schiffe verladen und zur Verhüttung nach Indien verschifft. Der Untertagebau kann mit der vorhandenen Kapazität noch neun Jahre lang betrieben werden.
Im Tagebau der Nifty Mine werden Oxide abgebaut, durch Auslaugung aufbereitet und mit dem Kupfer-Anodenverfahren verarbeitet. Es werden ungefähr 40.000 Tonnen Kupfer jährlich produziert.
Die Kupferproduktion in der Nifty Mine sank im letzten Quartal 2012 auf 11.617 Tonnen, die im gleichen Zeitraum im Vorjahr 15.077 Tonnen betrug. Dies wird von Aditya mit der schlechten Ladungskapazität und den technischen Bedingungen im sekundären und tertiären Stollen erklärt.
Die Kupfermine Telfer liegt etwa 70 Kilometer entfernt.